# Lacaria
Lacaria is een geslacht van vlinders van de familie spanners (Geometridae), uit de onderfamilie Ennominae.

## Soorten
- L. aczeli Orfila & Schajovski, 1960
- L. araucanaria Orfila & Schajovski, 1960
- L. monrosi Orfila & Schajovski, 1960
- L. phasma Butler, 1882
- L. picuncharia Orfila & Schajovski, 1960
- L. schachovskoyi Sperry, 1954
- L. sperryi Orfila & Schajovski, 1960